# Екатерина Сиенская
Екатери́на Сие́нская (устар. Катарина Сьенская, итал. Caterina da Siena; урождённая Катерина ди Бенинкаса, итал. Caterina Benincasa; Caterina di Giacomo di Benincasa; 25 марта 1347, Сиена — 29 апреля 1380, Рим) — терциарка (монахиня в миру) доминиканского ордена, итальянская религиозная деятельница и писательница позднего Средневековья, оставившая множество писем и мистическое сочинение «Диалоги о Провидении Божьем». Занималась активной политической и миротворческой деятельностью, способствовала возвращению пап в Рим из Авиньонского пленения, убедив Григория XI перенести Святой Престол обратно в Италию. Вела чрезвычайно аскетический образ жизни и имела видения, из которых особо известны мистическое обручение и стигматизация. Причислена к лику святых Католической церковью, является одной из самых почитаемых святых женщин в католицизме, признана одной из четырёх женщин-Учителей Церкви.
Своими сочинениями к концу XIV века Екатерина завершила дело превращения итальянского языка в литературный, предпринятое Данте в начале века, доказав, что народный язык — volgare — также может быть языком богословия и мистики. Стала первой женщиной, которой впервые за долгое время разрешили проповедовать в церкви, нарушив завет апостола Павла, который запрещал женщинам проповедовать и обращаться к собраниям.

## Жизнеописание
Дочь ремесленника из Сиены, младший ребёнок в принадлежавшей к среднему классу большой семье (она была 25-м ребёнком) красильщика Якопо ди Бенинказы (Giacomo di Benincasa, ум. 22 августа 1368 года) и моны Лапы ди Пьяченти (Lapa di Puccio di Piacenti), дочери ремесленника, изготовлявшего лемеха для плугов и одновременно писавшего вирши. Её отец был обеспеченным человеком, и вся семья жила в собственном доме, где размещалась мастерская — в квартале Фонте Бранда (Fonte Branda). Она родилась в этом доме в день Благовещения и одновременно Вербного Воскресения — 25 марта, который также был первым днем сиенского Нового года. Имела умершую во младенчестве сестру-близнеца Джованну. Кроме того, её родители взяли в дом 10-летнего мальчика-сироту, по всей видимости, родственника мужа Николетты (сестры Екатерины), звавшегося Томмазо делла Фонте (fra Tommaso della Fonte), который впоследствии стал монахом-доминиканцем и первым исповедником Екатерины.
Она обладала веселым и деятельным характером. В возрасте семи лет, по собственному позднему рассказу, решила посвятить своё девство Христу (см. ниже, раздел Видения). Когда в августе 1362 года неожиданно умерла её любимая сестра Бонавентура, это подкрепило её устремления. Её семья принуждала девушку к браку начиная с её 12-го дня рождения, но Екатерина посвятила себя Господу, обрезав свои волосы, «которыми она так много нагрешила и которые так возненавидела». За непокорство родители заставили её заниматься всей работой по дому, но в конце концов, по рассказу жития, они застали её молящейся. Увидев, как к ней на голову спускается голубь, они поняли, что это знак её предназначения и перестали ей препятствовать.

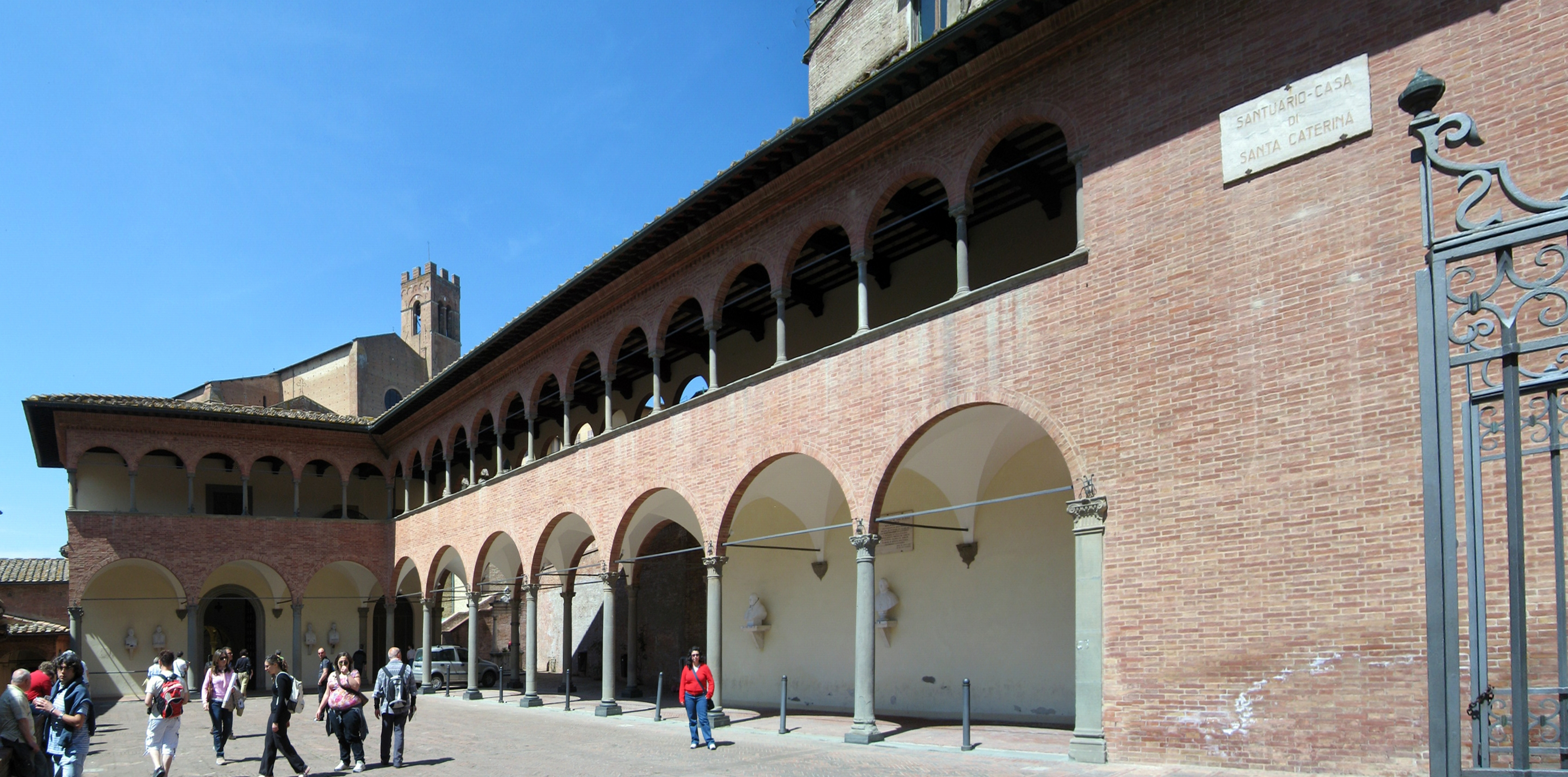
Дом Екатерины (значительно перестроен), Сиена

Около 1367 года (точная дата неизвестна) после долгого сопротивления семьи она вступила в Третий доминиканский орден «кающихся сестёр» (в Сиене их называли по носимым накидкам — мантеллаты; Mantellate) — то есть, приняла обеты, не переехав в обитель. Её имя в списке записано как Katerina Jacobi Benincasa. Общность мантеллатов состояла в основном из достойных вдов, которые поначалу не имели желания принять в своё число юную девицу. В течение трех следующих лет своей жизни она жила в маленькой комнате в родительском доме в одиночестве, молясь, читая Священное Писание и труды святых отцов. Эти три года после принятия обета она соблюдала обет молчания, разговаривая лишь со своим духовником во время исповеди. Также она работала в больницах и лепрозории. Как указывают, в этот период ей приходилось терпеть заметную враждебность от общины мантеллаток и клира церкви Сан-Доменико, которым не нравилась чрезмерность её духовного подвига, и которые не верили в её экстазы.

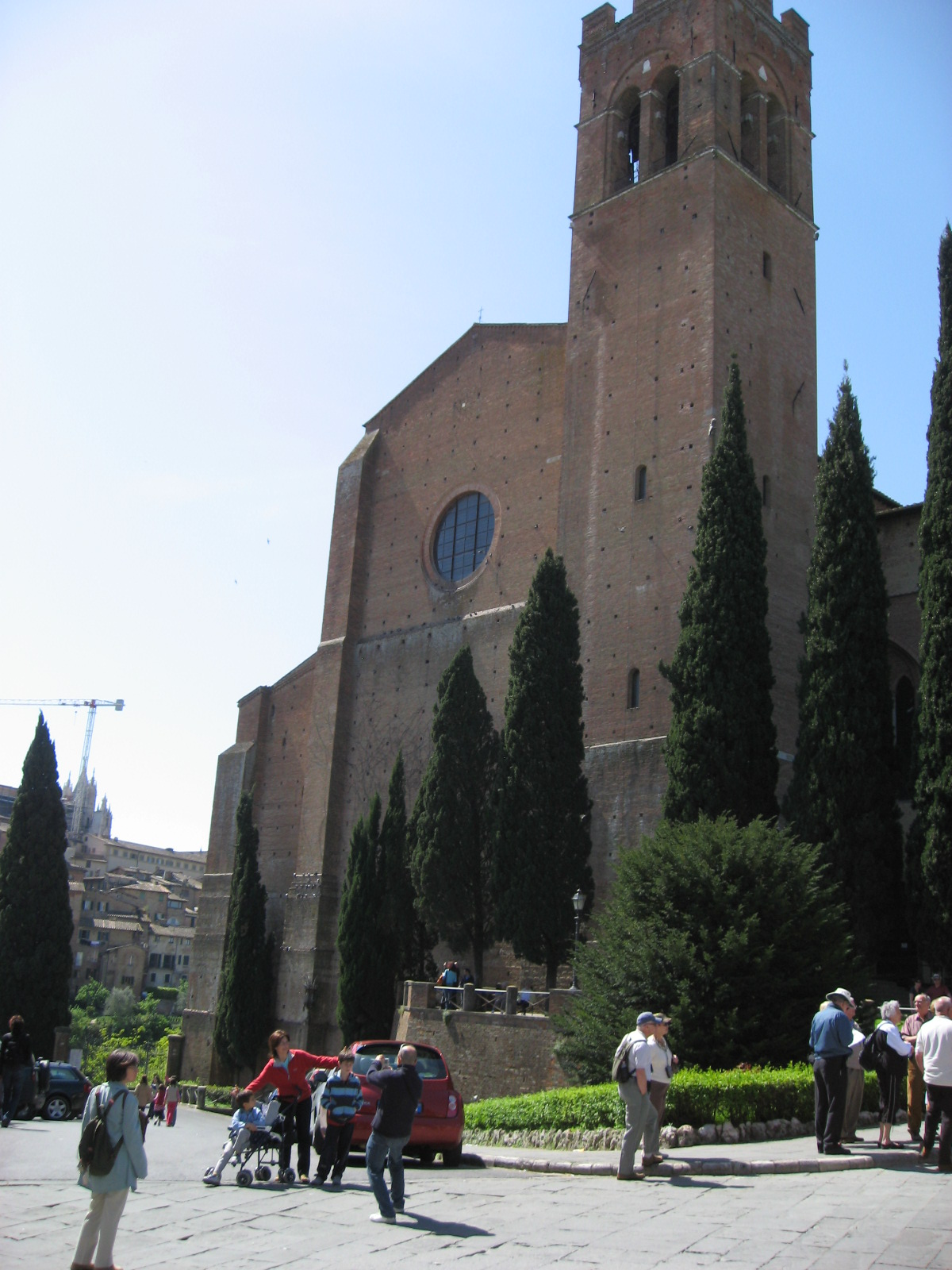
Базилика Сан-Доменико в Сиене впоследствии станет местом упокоения частиц мощей святой Екатерины

По некоторым указаниям, Екатерина потеряла нескольких братьев и сестёр во время эпидемии чумы 1374 года, и это развило в ней острое чувство человеческого сострадания. Она посвятила себя каждодневной заботе о больных и бедных, занималась общественными делами. Затем она занялась не только сестринской, но и миссионерской деятельностью. Известна описанная ею самой история, как она помогла прийти к Господу приговорённому к смертной казни Никколо ди Тульдо из Перуджи (Сиена, 1373, июнь; казнь — 15 октября 1379). Также в числе житийных историй следует упомянуть изгнание ею из умирающей монахини-мантеллатки Пальмерины демонов, с которыми та заключила пакт.

### Видения и аскетизм
Екатерина вела аскетический образ жизни. Её желанием было полностью избавить себя от плотских зависимостей, то есть целиком научиться контролировать свои потребности во сне и пище — как пишут, к концу жизни она достигла такой высокой степени аскетизма, что «питалась только Святыми Дарами, спала лишь полчаса в двое суток, много молилась», причём спала она на голых досках, и вдобавок носила вериги. Когда в юности мать взяла её на тёплые источники Баньи ди Виньоне (Bagni di Vignone), Екатерина выбрала самый кипящий из них, залезла в воду, где никто кроме неё не решался купаться, и представила, что она пробует, каковы адские муки.

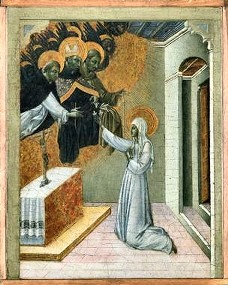
Джованни ди Паоло. Святая Екатерина Сиенская, получающая от Святого Доминика монашеское облачение

Описывают, как однажды её остановил нищий и попросил одежду. Сначала она отдала ему свою нижнюю шерстяную рубашку, затем по его просьбе полотняное белье отца и братьев, затем рукава к полученной шерстяной рубашке (отпоротые с одежды служанки), в конце концов, когда вся семья спрятала от неё свою одежду, она для нищего сняла последнюю рубашку с себя. Житие толкует, что этим пилигримом был Иисус, испытывавший её. За это она была «вознаграждена небесным одеянием, которое ей принёс Христос», и обходилась всю жизнь одним единственным платьем, и зимой, и летом, не считая себя вправе носить верхнюю одежду, пока есть на свете нуждающиеся.
Из жития, составленного её сподвижниками, известны слова, сказанные ей в одном из видений Богом, которые станут ключевыми для её аскетического и самоуничижительного мировоззрения:
Екатерина, Я есть Тот, Кто Есть; ты есть та, кого нет.
Согласно её житию, с детского возраста ей стали являться видения. Когда ей было шесть лет, Екатерине было то, что она позже описывала как видение Господа: он был одет в папские одеяния, сидел на троне в небесах над местной сиенской церковью Сан-Доменико и был окружён святыми Петром, Павлом и Иоанном. Он улыбнулся и благословил её, но ничего не сказал. Это видение убедило Екатерину в её желании посвятить себя Богу. Впоследствии Христос являлся к ней иногда в сопровождении Богоматери, апостолов Иоанна и Павла, или святых Марии Магдалины и Доминика. Описывают, что случавшиеся с ней экстазы первоначально вызывали опасения её родных, например, однажды во время молитвы перед очагом она вошла в молитвенный транс, и опрокинулась лицом в пламя; а когда её вытащили из пылающего очага, то на лице не было обнаружено ни единого ожога (этот очаг в её доме сохранился до сих пор). Указывают, что когда у неё были экстазы в период её неприятия мантеллатами и она падала во дворе церкви, лёжа неподвижно, то эти вдовы и не веривший ей священник, проверяя истинность, втыкали ей в руку иголки и пинали, но она все равно не приходила в себя.
В промежуток начиная с обрезания ею волос и её «домашнего ареста» до настоящего пострижения, ей во сне явился святой Доминик, который держал в руках лилию — символ девственности. Эта лилия горела не сгорая — подобно моисеевой неопалимой купине, а в другой руке он держал чёрно-белые одеяния доминиканского ордена. Она расценила это как знак того, что ей будет дано то, о чём она так мечтает. Лилия позже стала одним из её иконографических атрибутов.
2 марта 1367 года, в последний день сиенского карнавала у неё было видение, благодаря которому она стала одной из самых знаменитых «невест христовых»: по примеру тезоименитой святой Екатерины Александрийской ей привиделось, что Христос обменялся с ней обручальным кольцом (причём их руки соединила Матерь Божия). Это кольцо, по её словам, она носила до конца жизни, но видимо оно было только ей (см. Мистическое обручение святой Екатерины). Чудо произошло во время карнавала — до наших дней «греховный» сиенский карнавал больше не ходит по улице Фонтебранда, где стоит её дом.

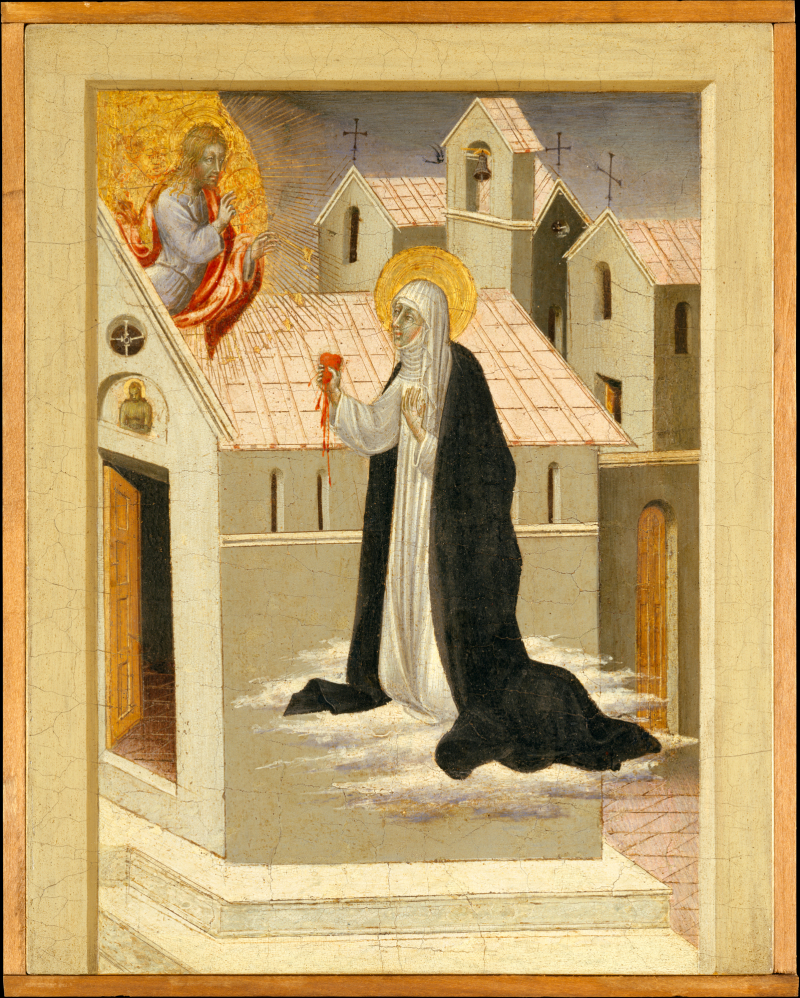
Джованни ди Паоло. Святая Екатерина Сиенская, меняющаяся сердцами с Иисусом Христом

Описывают и следующее видение: однажды Екатерина молилась, произнося слова псалма («Сердце чисто сотвори во мне, Боже, и дух правый обнови внутри меня», Пс. 50:12), прося Господа забрать у неё слабое сердце и собственную волю. И тогда ей привиделось, что явился Христос, и обнимая, привлёк её к себе, а затем взял из её груди сердце и унёс его с собой. Это ощущение было так живо, что она и после этого не ощущала в груди этот внутренний орган. Спустя некоторое время в часовне ей явился Христос среди яркого света, держащий в руке лучезарное сердце. Он дал его ей взамен прежнего, более похожее на своё собственное (это видение буквально повторяло слово из Писания: «Сердце новое дам вам», Иез. 36:26, 27). Как утверждают, на её груди остался навсегда след от раны.

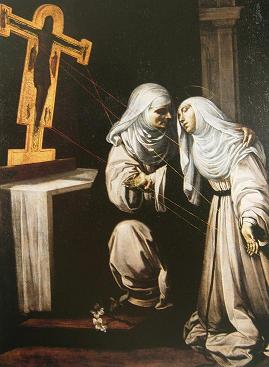
Рутилио Манетти. Стигматизация святой Екатерины Сиенской

Кроме того, после одного из мистических видений (осенью 1370 года), когда она впала в транс, который длился 3-4 часа, и окружающие сочли её мёртвой, ей явился Господь, который сказал ей: «Вернись, дитя Мое, тебе нужно вернуться, чтобы спасти души многих: отныне и впредь ты будешь жить не в келье, но тебе нужно будет покинуть даже город твой… Я приведу тебя к князьям и властителям Церкви и христианского народа». Поэтому она решает бороться за мир между людьми и за церковные реформы. Обмен сердцами и мистическая смерть имели место в 1370 году.
Дополнительно известна стигматизация Екатерины Сиенской (во время визита в Пизу, 1 апреля 1375 года) — но в отличие от более типичных случаев, у неё не проступала кровь, это были «незримые стигматы». Она лишь испытывала острую боль на месте этих ран. Также из её жития известна история о мистическом причащении святой Екатерины: как-то её исповедник Раймонд Капуанский служил мессу и обнаружил, что отсутствует гостия. В это время ангел спустился с небес и вложил её в рот святой, молившейся о причащении. Флоренский также упоминает, что однажды Екатерина отказалась принять причастие, почувствовав, что предложенная ей священником гостия по его нерадению не освящена.
Виденные ею образы, с точки зрения психотерапевтов, являются классическими символами любви и огня. Кроме того, её видения и выполнение ею политической миссии (см. ниже) сближают её с Жанной д’Арк. Как отмечают, в житии Екатерины, при желании, можно найти целый «букет» симптомов (галлюцинации, голоса, обмороки, «невидимые стигматы», анорексия), но психоаналитики, тем не менее, отмечают: «далеко не всегда наличие у человека мистического опыта напрямую свидетельствует о том, что он является „психотиком“. Мы можем, с известной долей осторожности, предположить, что и при психической болезни, и при прохождении мистико-аскетического пути само- и Богопознания оказываются задействованными одни и те же психические механизмы».

### Политическая и религиозная деятельность

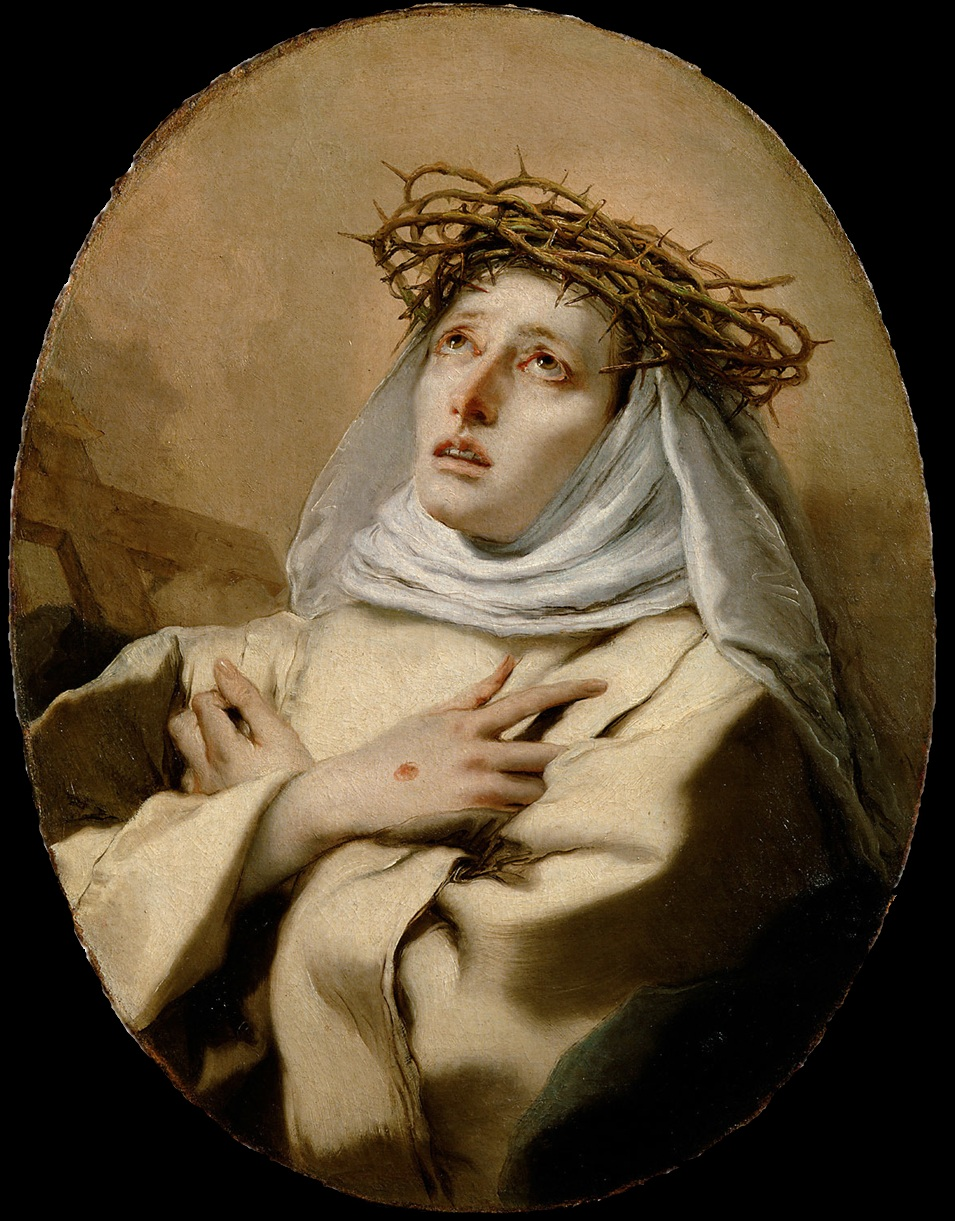
Тьеполо. Святая Екатерина Сиенская, 1746

После того, как на смертном одре к ней явился Господь, призвавший бороться за мир и реформу (1370 год), Екатерина начала рассылать по всему миру длинные послания, которые диктовала своим секретарям из учеников. Они были адресованы папскому легату кардиналу д’Эстену в Болонью, в Авиньон папе, государям Италии — Бернабо Висконти, Беатриче делла Скала, их невестке Елизавете Баварской, Джованне Неаполитанской и многим другим. Также дата начала её активности совпадает с годом, когда в Сиене случилась революция и политический переворот, причём семья Екатерины пострадала: два её брата принадлежали к проигравшей фракции и еле спаслись. Чтобы остаться в безопасности, им пришлось выплатить по сотне золотых флоринов выкупа. Кроме того, в 1368 году умер её отец, что в совокупности с войной привело к краху фамильного благосостояния, что, вероятней всего, также способствовало её «выходу в мир». Когда семья разорилась, Екатерина устроила свою особую общину, куда переехала из отчего дома жить с престарелой матерью. Её братья уехали из Сиены во Флоренцию (где, вероятно, их красильная лавка имела подразделение) и получили флорентийское гражданство.
Благодаря своему аскетизму и подвижничеству Екатерина стала известной. Со временем враждебность мантеллатов к ней была преодолена и вокруг неё сложился кружок катеринати — учеников из различных слоев общества, записывавших её слова и облегчавших ей жизнь (их число доходило до ста человек). Но были и её противники, считавшие Екатерину шарлатанкой и истеричкой.
Рассказывают, как в начале 1370-х годов брат Габриэле да Вольтерра (fra Gabriele da Volterra), провинциал ордена францисканцев и верховный инквизитор Сиены, один из самых знаменитых богословов и проповедников того времени в Италии, вместе с другим известным богословом, августинцем Джованни Тантуччи (fra Giovanni Tantucci), прибыли в Сиену, решив испытать её, поскольку они были сильно предубеждены против Екатерины, считая её невежественной женщиной, обольщающей верующих. Они спрашивали её о сложных проблемах богословия и Священного Писания. Она отвечала сначала спокойно, рассказывая о доктринах святой Богородицы, а затем, внезапно прервав свою речь, «обратилась к спрашивающим с нежностью, разящей, как меч, напомнив им о том, что наука может ввергнуть в гордыню тех, кто ею обладает, тогда как единственное, что стоит знать, это наука Креста Христова».

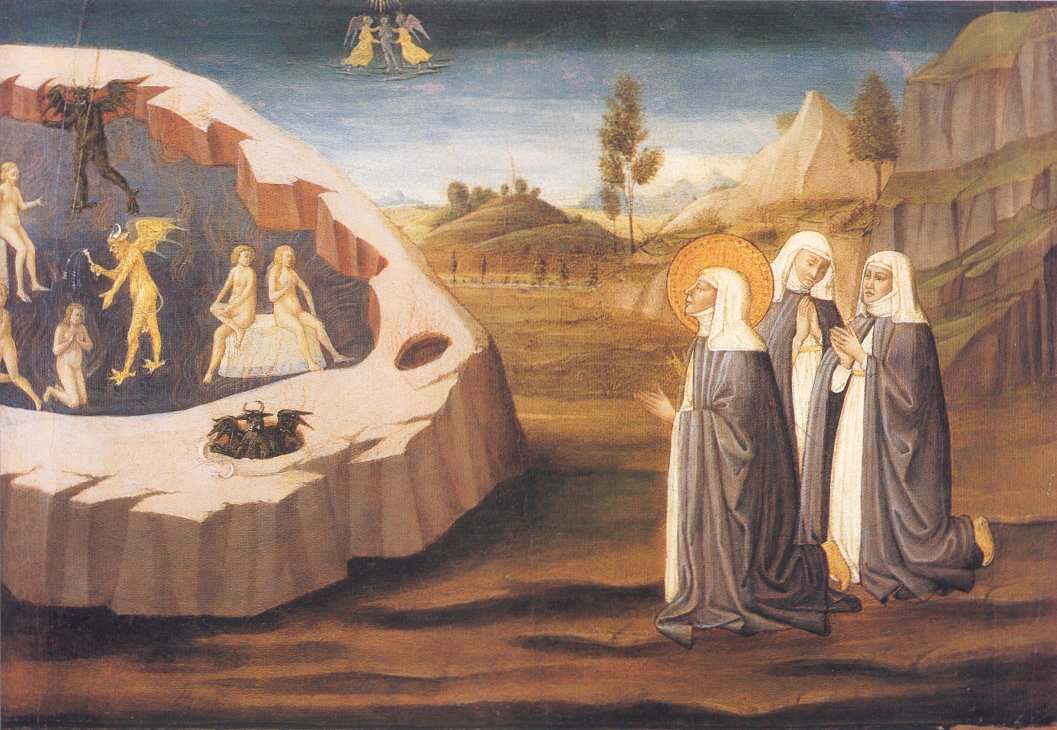
Маэстро ди Сан Миниато. Святая Екатерина спасает душу сестры Пальмерины от демонов, ок. 1470

Покорённый её проповедью, инквизитор избавился от всего своего роскошного имущества (включая шёлковые простыни и кровать с балдахином, и «келью», которую он создал, соединив три обычные комнаты), отказался также от всех занимаемых им постов и стал монахом-прислужником в монастыре Санта Кроче во Флоренции. А Джованни Таннуччи также отказался от всего своего имущества и стал непосредственным последователем Екатерины, и вошёл впоследствии в число тех трёх священников, которых папа назначил исповедовать «катеринати».
В мае 1374 года она была во Флоренции, где ей пришлось предстать перед судом генерального капитула доминиканского ордена по подозрению в ереси. Екатерина была признана ни в чём не виновной, а вслед за этим в Сиену был прислан священник Раймонд Капуанский, ставший её третьим по счету исповедником и наставником — но одновременно и учеником. (Затем он станет и её биографом, а затем генералом ордена доминиканцев, а после смерти будет беатифицирован).
Екатерина принимала активное участие в политической жизни своего времени (примером и предшественницей ей в этом была её старшая современница св. Бригитта Шведская, умершая в 1373 году); целью её деятельности были реформирование церкви и мир в Италии. Много сделала для подготовки церковной реформы. Её миссией стало примирение свободных городов с Церковью — а непременным условием этого было возвращение понтифика в Рим из Франции.
Симона де Бовуар, описывая деятельность Екатерины, указывает, что её успех был связан именно с религиозной нишей:
Сравнимые с мужскими деяния совершили лишь те женщины, которые силою социальных установлений были вознесены превыше всех половых различий. Екатерина Сиенская и святая Тереза — это святые души, без учёта каких-либо физиологических условий; их мирская и мистическая жизнь, их деятельность и литературные труды достигают мало кому из мужчин доступных высот. (...) Посреди совершенно нормальной жизни Екатерине удаётся снискать в Сиене славу благодаря активной благотворительной деятельности и видениям, свидетельствующим об интенсивной внутренней жизни; таким образом она приобретает необходимый для успеха авторитет, которого обычно у женщин не бывает; к её влиянию прибегают, чтобы увещевать приговорённых к смерти, наставлять на путь истинный заблудших, миром разрешать раздоры между семьями и городами. Её поддерживает сообщество, отождествляющее себя с нею, и это позволяет ей исполнять свою миротворческую миссию: проповедовать по городам и весям покорность папе, вести обширную переписку с епископами и монархами и, наконец, будучи избранной послом Флоренции, поехать за папой в Авиньон. Королевы Богом данным им правом и святые своими бесспорными добродетелями обеспечивают себе в обществе поддержку, позволяющую им стать вровень с мужчинами. От остальных же, напротив, требуется молчаливая скромность.
До неё Католическая церковь стремилась следовать завету апостола Павла, который запрещал женщинам проповедовать (1Тим. 2:12) и обращаться к собраниям, позволяя, если возник вопрос, лишь расспрашивать мужей об этом дома 1Кор. 14:34, 35. А Екатерина Сиенская стала «проповедником», упразднив слова апостола Павла, запретившего женщинам говорить в церкви.

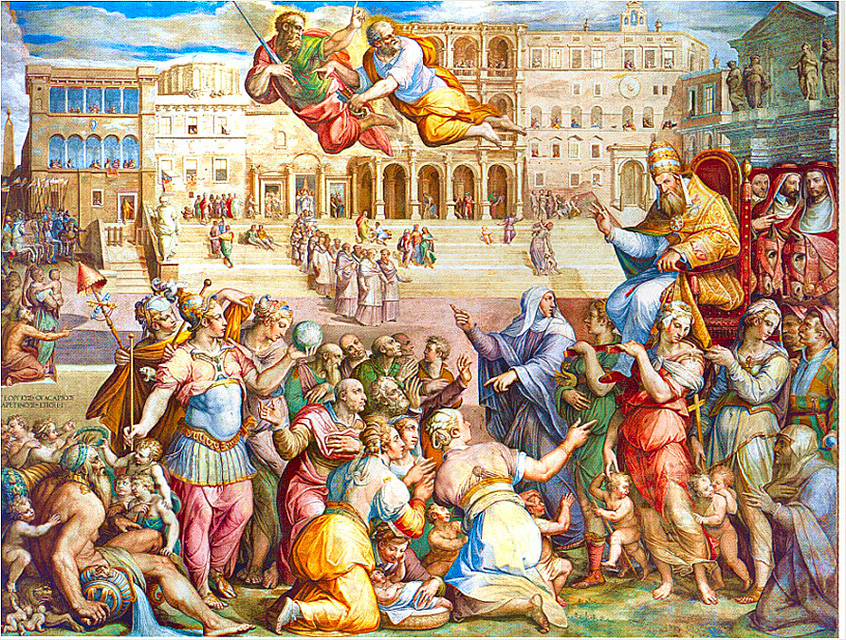
Вазари. Екатерина Сиенская сопровождает папу Григория XI в Рим

#### Поездка в Авиньон
Она постоянно ездила по городам Италии (1375 год — Пиза и Лукка), куда её приглашали в качестве оратора и миротворца. Затем в сопровождении своего секретаря Стефана Маккони отправляется в Авиньон желая помирить Флоренцию с папой (Флоренция, отправляя посольство во Францию, пригласила Екатерину в число послов. Город стремился снять интердикт, наложенный на него понтификом, см. Война восьми святых). Эта задача не была выполнена, но взамен, несмотря на интриги курии, она способствовала возвращению пап в Рим из авиньонского пленения: убедила седьмого по счету авиньонского папу Григория XI перенести Святой Престол обратно в Рим (выехал в сентябре 1376 года, приехал 17 января 1377 года). Она хотела, чтобы он вернулся в Рим, чтобы восстановить там порядок и вновь завоевать престиж папской власти как независимого межнационального авторитета. Сохранилась её обширная переписка с понтификом, которого она называла нежно — «папочкой» (итал. Babbo). Затем в сентябре 1376 года она уехала из Рима и вернулась в Сиену, где основала женский доминиканский монастырь Belcano.
После того, как папа покинул Авиньон, Екатерина, которая ехала отдельно, сочла свою задачу выполненной и собралась домой в Сиену, чтобы продолжить свою монашескую жизнь. Но Григорий нуждался в ней, и она осталась дожидаться его кортежа в Генуе. Она старалась путешествовать тихо и незаметно, но в Тулони народ узнал, что она проезжает, и собралась толпа в ожидании, желая поговорить с ней, так широко распространилась её слава. Затем она проезжала Ворагино, который в тот момент страдал от чумы. Святая сказала возвести горожанам новую церковь в честь Святой Троицы; с тех пор в городе не бывало эпидемий, а Екатерину очень чтят. Ежегодно в апреле в честь этого события по городу проходит костюмированная процессия в одеждах XIV века.

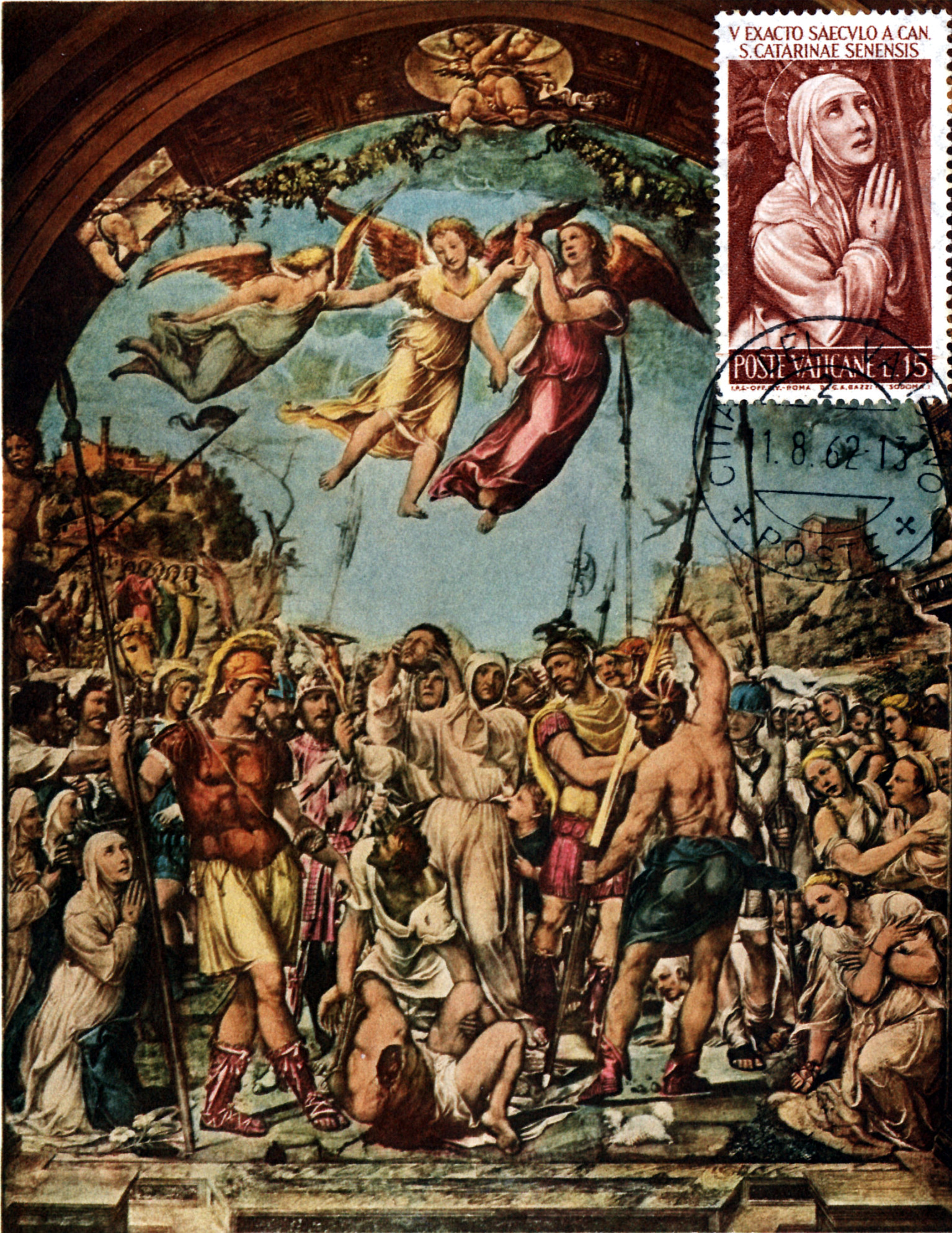
Казнь Никколо ди Тульдо Фреска работы Содома (репродукция на почтовой открытке с маркой Ватикана, где изображён фрагмент той же фрески)

Вскоре после возвращения в Сиену, Екатерина, которую призывал на родину общественный долг и просьбы старой матери, стала получать многочисленные просьбы Григория присоединиться к нему в Риме. Но она отказывалась приезжать, чем очень расстраивала папу, негостеприимно встреченного итальянцами. Затем за ней из Флоренции приехал Никколо Содерини, чтобы попросить её ещё раз выступить посредником между мятежным городом и понтификом. Ему она также отказала и он отправился в Ватикан один. Там папа высказал ему пожелание, что Екатерине следовало бы всё-таки выступить посредником, и она, подчиняясь понтифику, отправилась во Флоренцию, которая все ещё оставалась чрезвычайно враждебно настроенной против папы. С ней поехали её мать Лапа, и одна из сестёр, крещённая тем же именем, что и мать — обе они к этому времени тоже постриглись в монахини. Мона Лапа была рада использовать шанс увидеть своих сыновей и внуков, со времён гражданской войны переехавших во Флоренцию. Екатерина приехала туда в конце 1377 — начале 1378 года. Она нашла, что ситуация в городе сильно ухудшилась со времени её прошлого визита, и обнаружила, что ничего не может изменить. В её письмах того периода звучат нотки отчаяния. Она находилась во Флоренции во время бунта 22 июня 1377 года, когда чудесным образом спаслась от покушения на её жизнь, предпринятое толпой. Екатерина была расстроена, что ей не дали принять венец мученичества.

#### Помощь Урбану VI
Последующий период её жизни связан с приходом к власти нового папы, Урбана VI, отличавшегося сквернейшим характером, и его попытками удержать власть, столкнувшись с антипапой, выбранным партией авиньонских кардиналов.
В марте 1378 года умер папа Григорий, а в ноябре новым папой взамен скончавшегося Григория был избран Урбан VI, отвративший всех от себя своим поведением и деспотичным характером. В разразившейся после этого Великой схизме Екатерина приняла его сторону, до конца жизни борясь с антипапой Климентом VII — в этом её многие осуждали, так как Урбан восстановил против себя практически всех.
Екатерина была крайне расстроена расколом Церкви. Когда антипапа был выбран, в Риме находился её духовный наставник Раймонд Капуанский, который держал её в курсе дела. Великая схизма, как выражается её биограф, «разбила ей сердце». Урбан почувствовал себя окончательно покинутым, так как даже те кардиналы из итальянцев, которые изначально были его креатурами, не оставались целиком ему верны, и написал Екатерине, призывая её в Рим. Она не хотела покидать Сиену, но подчинилась его письменному приказу. Приехав в Рим, она тщетно пыталась сдержать вспыльчивость и грубость Урбана VI, который пригласил её в Рим для своей поддержки.

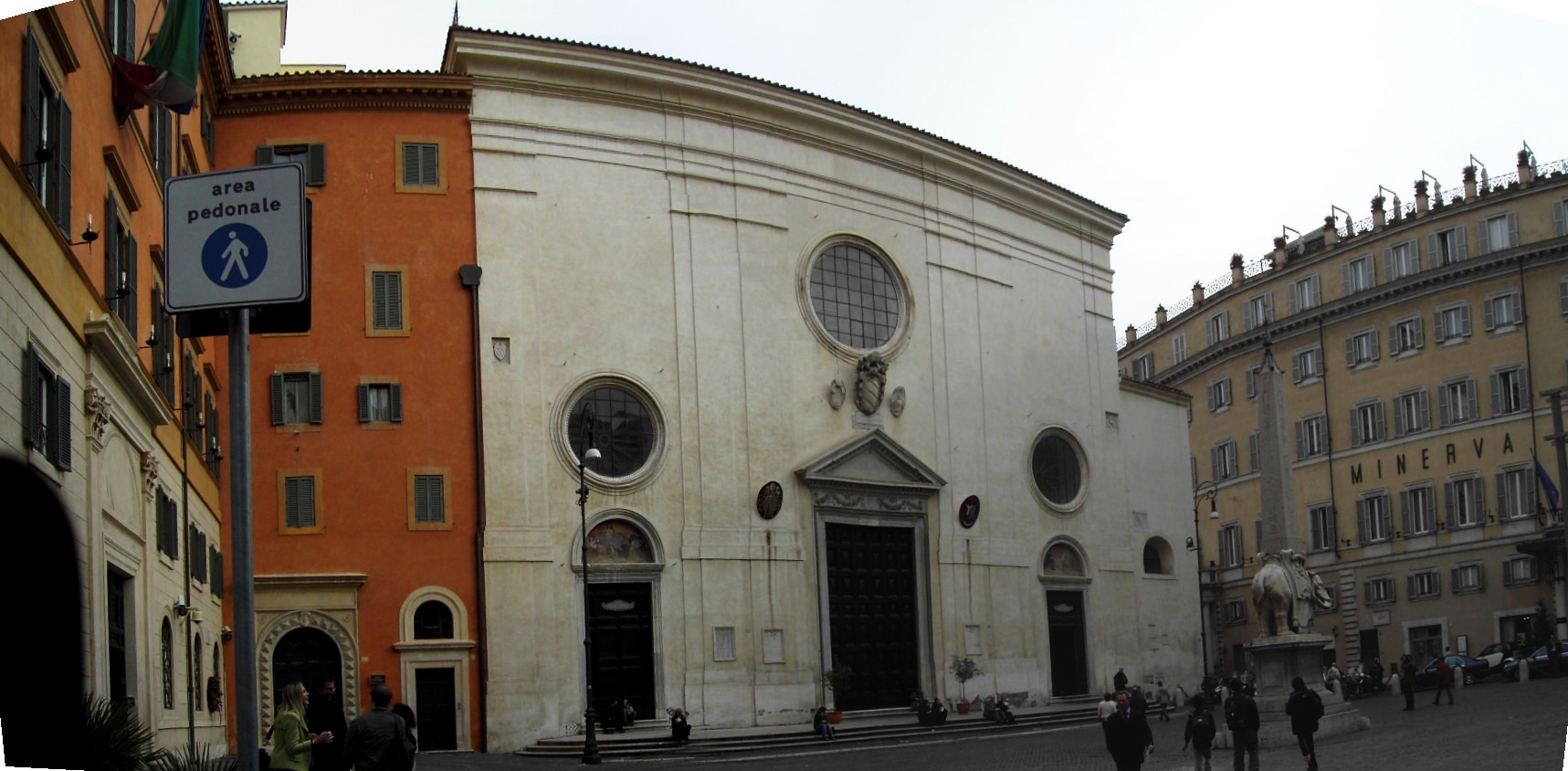
Церковь Санта-Мария сопра Минерва

Со святой из Сиены в Рим поехали её секретари Бардоччо ди Каньяньи и Нери ди Ландоччо, а также старый отшельник фра Санти, который относился к ней так нежно, что ради неё покинул свою келью; её невестка Лиза, Алессия деи Сарачини и Джованна ди Капо; а также либо её мать, либо сестра Лапа Бенинказа. Екатерина со своими спутниками прибыли в Рим в ноябре 1378 года. В Риме они поселились в доме на Виа ди Папа (сегодня там капелла Нунциателла) между Кампо ди Фьори и церковью Санта Мария сопра Минерва. От понтифика Екатерина приняла только это жилище. Вся группа жила исключительно на подаяние (в знак протеста против роскоши окружающих священников), которое им охотно подавалось. К ней приходили и другие люди (в доме жило как минимум 16 мужчин и 8 женщин; подчас число тех, кого она принимала и кормила возрастало до 30-40).
Урбан, который был знаком с нею ещё со времён Авиньона, был уверен в эффекте, который Екатерина сумеет произвести, если выступит в его поддержку. Она часто разговаривала с ним. Одно время у Урбана возникла мысль послать Екатерину совместно с дочерью Бригитты Шведской в качестве посла к королеве Джованне Неаполитанской, чтобы помириться с нею (так как королева прислушивалась к святой, и после смерти Джованны в её вещах даже был найден свёрток неоднократно перечтённых писем от Екатерины), но этот план не был осуществлён. В итоге в Неаполь отправился Нери ди Ландоччо, имея при себе письма Екатерины ко многим знатным дамам и господам; а Раймонд Капуанский был послан с той же целью к королю Франции. Отъезд Раймонда по приказу папы стал серьёзным ударом для Екатерины. Она стояла на причале в Остии, провожая его в слезах, как он позже растроганно описывал это в своих воспоминаниях о ней — «и я почувствовал, что больше никогда она не благословит меня снова». (Они действительно больше не встретились, но Раймонд до Парижа не доехал, испугавшись жестокого обращения, которым там встречали послов из Рима. Он повернул от Вентимилии и остался в Генуе, где папа дал ему другое задание).

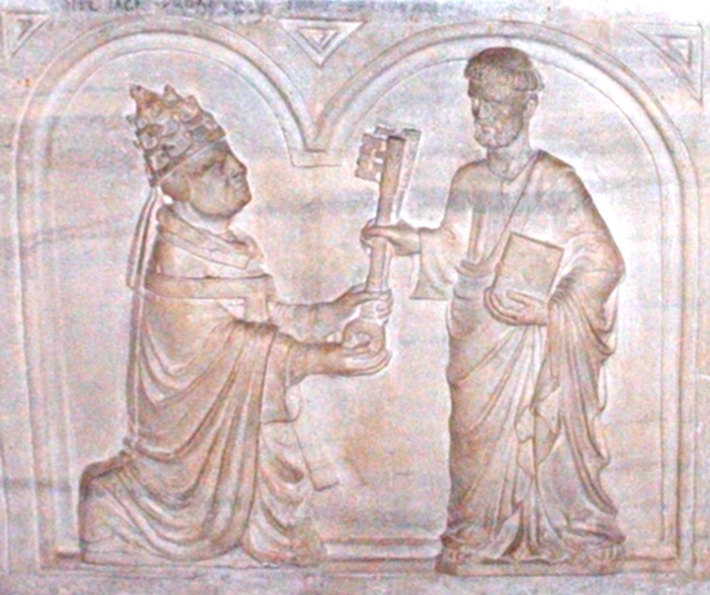
Святой Пётр вручает ключи папе Урбану. Надгробие саркофага Урбана

В разворачивающемся в обществе кризисе Екатерина предложила папе призвать несколько святых мужей в Рим, не ожидая, что их советы, впрочем, могут пригодиться, но с надеждой скорее наивной, вернуть религиозный дух к Папскому двору. Выбор тех, кого надо пригласить, более или менее был оставлен Екатерине. В их число вошли приор Горгоны, дон Джованни делле Челле, Уильям Флит, брат Антонио из Нисы и другие. Она написала им письма, некоторые согласились приехать, другие отказались — в том числе два монаха из Леччето. Она писала письма государям, стараясь склонить их к Урбану: например, Лайошу Венгерскому (королева Джованна Неаполитанская первым браком была замужем за его братом и, как говорят, отравила его; поэтому Лайош был её злейшим врагом). Лайош в этот момент воевал с Венецией, но послушавшись Екатерины, заключил с республикой мир.
Чтобы помочь ему в борьбе с антипапой, Екатерина совершала следующее:
- агитирующие письма и послания почти всем царствующим особам Европы
- советы понтифику по полному обновлению состава курии, (прежде всего попытка сплотить вокруг Папы тех, кого она называла «сообществом добрых»)
- в булле от 13 декабря 1378 года Урбан VI решился просить о духовной помощи всех верных, и сама Екатерина разослала буллу со своим сопроводительным письмом всем лицам, обладавшим духовным авторитетом, которых она знала, прося их выступить открыто единым фронтом в защиту папы.

Когда мятежные римляне восстали против понтифика, она помогла восстановить мир. Это было её последним крупным публичным актом.

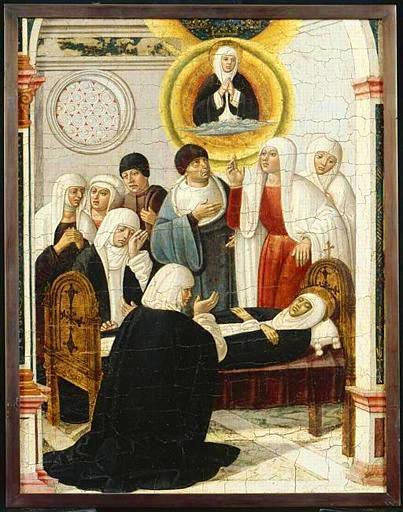
Джироламо ди Бенвенуто. Кончина Екатерины Сиенской

### Смерть
Её здоровье было подорвано активной деятельностью. Перед смертью она говорила Бартоломео Доменико: «Будь уверен, что если я умру, единственной причиной моей смерти будет рвение, которое горит и расточило меня для Святой Церкви». Раскол и безуспешные попытки утихомирить жестокость Урбана буквально убили её, разбив сердце.
С января 1380 года она отказывалась даже принимать воду. К концу месяца она находилась в абсолютном упадке сил, испытывала конвульсии и впадала в забытье. Все же, собравшись с силами, она приказала отнести себя на мессу в Собор Святого Петра. К концу февраля она не чувствовала ног вследствие паралича. В этот период, что свидетельствует о её глубочайшем психологическом кризисе, в видениях ей являлись не святые, а демоны, которые в её видениях стояли рядом с теми, кто ухаживал за ней. В третье воскресенье Великого поста 1380 года, когда она молилась перед мозаикой Джотто с изображением лодки Церкви, силы оставили её и она упала. Эта лодка перед смертью явилась к ней в видении, будто бы эта лодка (то есть Церковь), легла ношей на её плечи.
Екатерину перенесли в её маленькую келью на улице Папы, где она оставалась прикованной к постели в течение примерно восьми недель долгой агонии. В воскресенье перед Вознесением она скончалась в Риме в возрасте 33 лет — равном возрасту Христа. «Присутствовавшие слышали, как она долго повторяла: Боже, смилуйся надо мной, не отнимай у меня память о Тебе!, а потом: Господи, приди мне на помощь, Господи, спеши помочь мне!. И, наконец, как будто отвечая обвинителю, она сказала: „Тщеславие? Нет, но лишь истинная слава во Христе“». Она скончалась 29 апреля 1380 года.
Скорее всего, её смерть была вызвана крайним нервным и физическим истощением (так как Екатерина подавляющую часть своей жизни питалась крайне скудно, не ела мяса, поддерживала силы лишь освящёнными гостиями, а если ей приходилось обедать с другими людьми, то, согласно описаниям биографов, дабы не оскорблять их, разделяла трапезу, чтобы потом наедине вызвать у себя рвоту и избавиться от пищи). Тем не менее, в жизнеописании святой современные авторы особенно отмечают, что следует отличать средневековую anorexia mirabilis (святая анорексия) от психического заболевания современного времени anorexia nervosa.

### Почитание и мощи

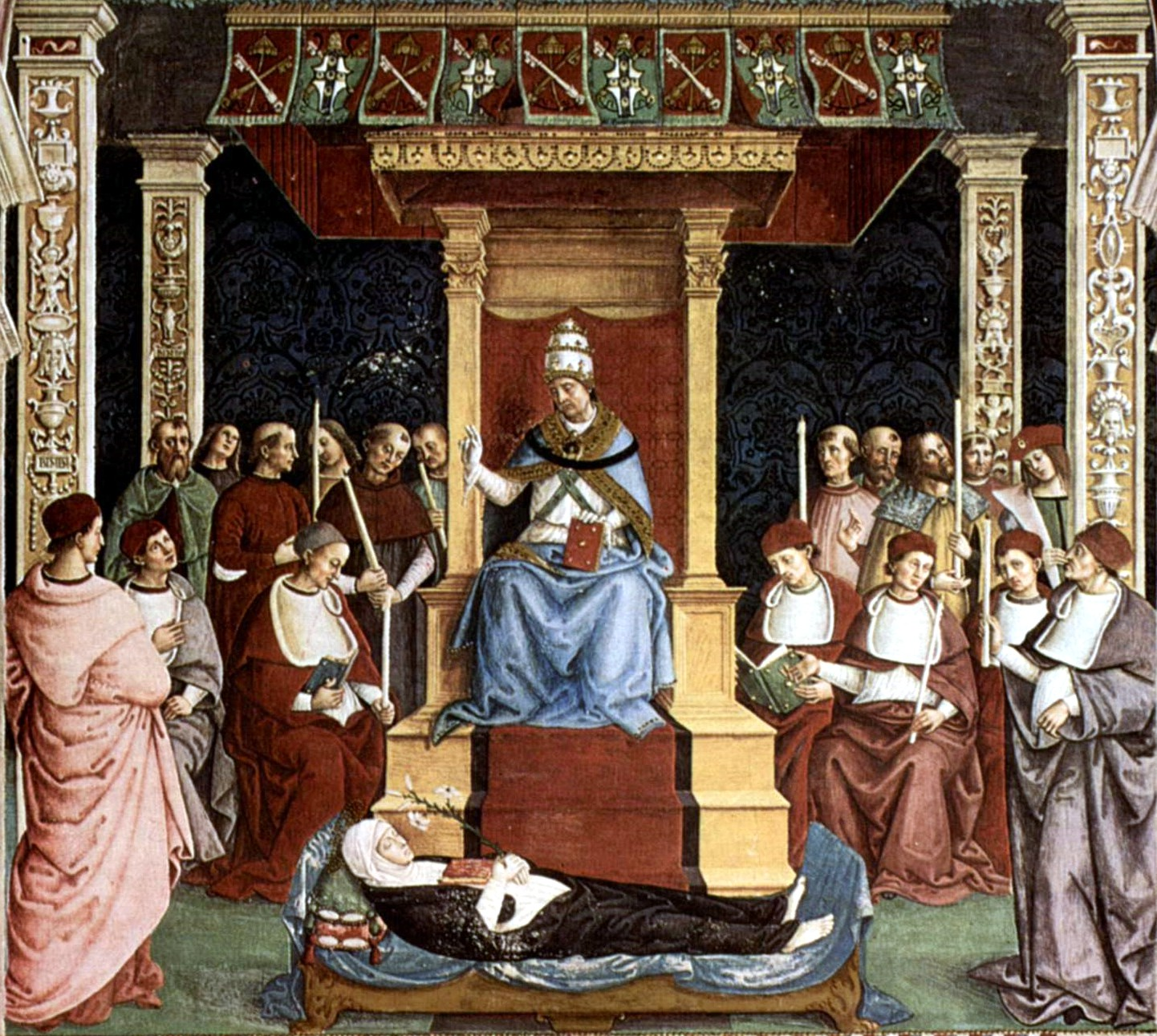
Пинтуриккио. Папа Пий II канонизирует Екатерину Сиенскую

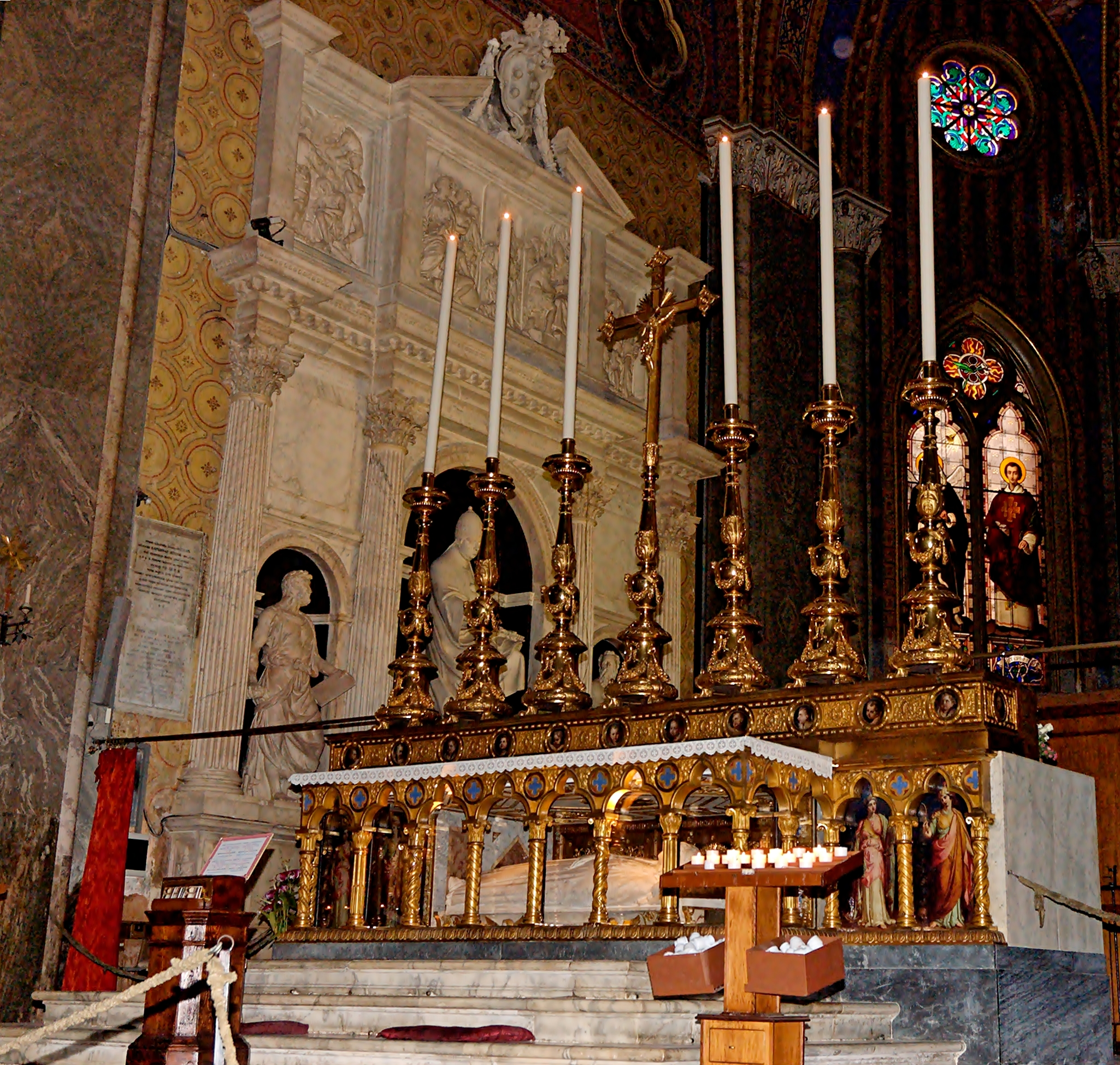
Рака с мощами святой Екатерины в Санта-Мария-сопра-Минерва

Сначала Екатерина была похоронена на римском кладбище Минервы, но её могила быстро стала местом паломничества, и останки были перенесены в церковь Санта-Мария-сопра-Минерва, где они располагаются под главным алтарём в роскошной раке. Мощи святой пострадали от средневековой привычки к разделению (за это, в частности, ответственен Раймонд Капуанский), и часть останков была перенесена на родину святой в Сиену, где её голова и палец хранятся в базилике Сан-Доменико. С доставкой её головы из Рима, места её смерти, на родину — в Сиену, связана легенда — будто бы сиенцы, убеждённые в том, что хотя бы часть её мощей необходимо доставить на родину, похитили голову усопшей святой. Они положили её в сумку, и будучи остановленными с целью досмотра римскими стражниками, взмолились святой о помощи (ведь разумеется, она тоже хотела домой). Когда стражники открыли сумку, та оказалась наполненной лепестками роз, а по приезде в Сиену там опять оказалась голова.
Народное почитание Екатерины началось незамедлительно после её кончины (1380 год), взлелеянное её учениками, а также монахами-доминиканцами, которые заказывали и распространяли её изображения, начав также отмечать день её памяти 29 апреля — дату её смерти. Это происходило с поощрения генерала ордена доминиканцев, которым стал её ближайший сподвижник Раймонд Капуанский. Он закончил работу над её жизнеописанием Legenda Major в 1395 году. Это тщательно выверенное сочинение должно было способствовать юридической канонизации святой. Тем не менее, из-за продолжавшейся неразберихи в Италии в связи с Великой схизмой официально она была канонизирована только в 1461 году папой Пием II, другим уроженцем Сиены. День её памяти отмечался 29 апреля, но с 1628 года, чтобы не совпадать с днем памяти Петра Веронского, он был передвинут на 30 апреля; а с 1969 года снова возвращён обратно, так как Петра Веронского вычеркнули из списка общечтимых святых католицизма.
В 1939 году Католическая церковь провозгласила её покровительницей всей Италии (совместно с Франциском Ассизским). В 1970 году папа Павел VI приобщил её (совместно с Терезой Авильской) к числу учителей церкви, каковая честь никогда до этого не даровалась женщинам.

## Сочинения

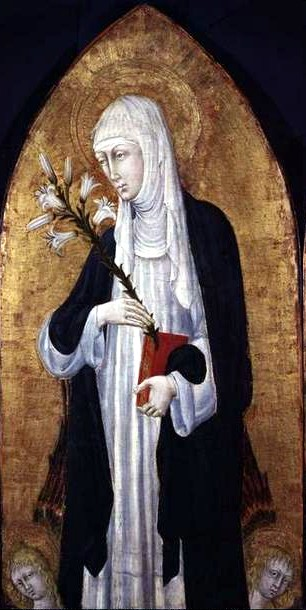
Джованни ди Паоло изображает Екатерину с её обычными атрибутами — в монашеском одеянии и с лилией в руках

Долгое время была неграмотной (считается, что она чудесным образом научилась писать во время своего пребывания в Пизе в 1377 году, а читать её обучили в молодости, вскоре после принесения обетов). Все свои сочинения диктовала ученикам.

### Произведения
- «Письма» (1370-80; итал. Lettere), всего 381 письмо.

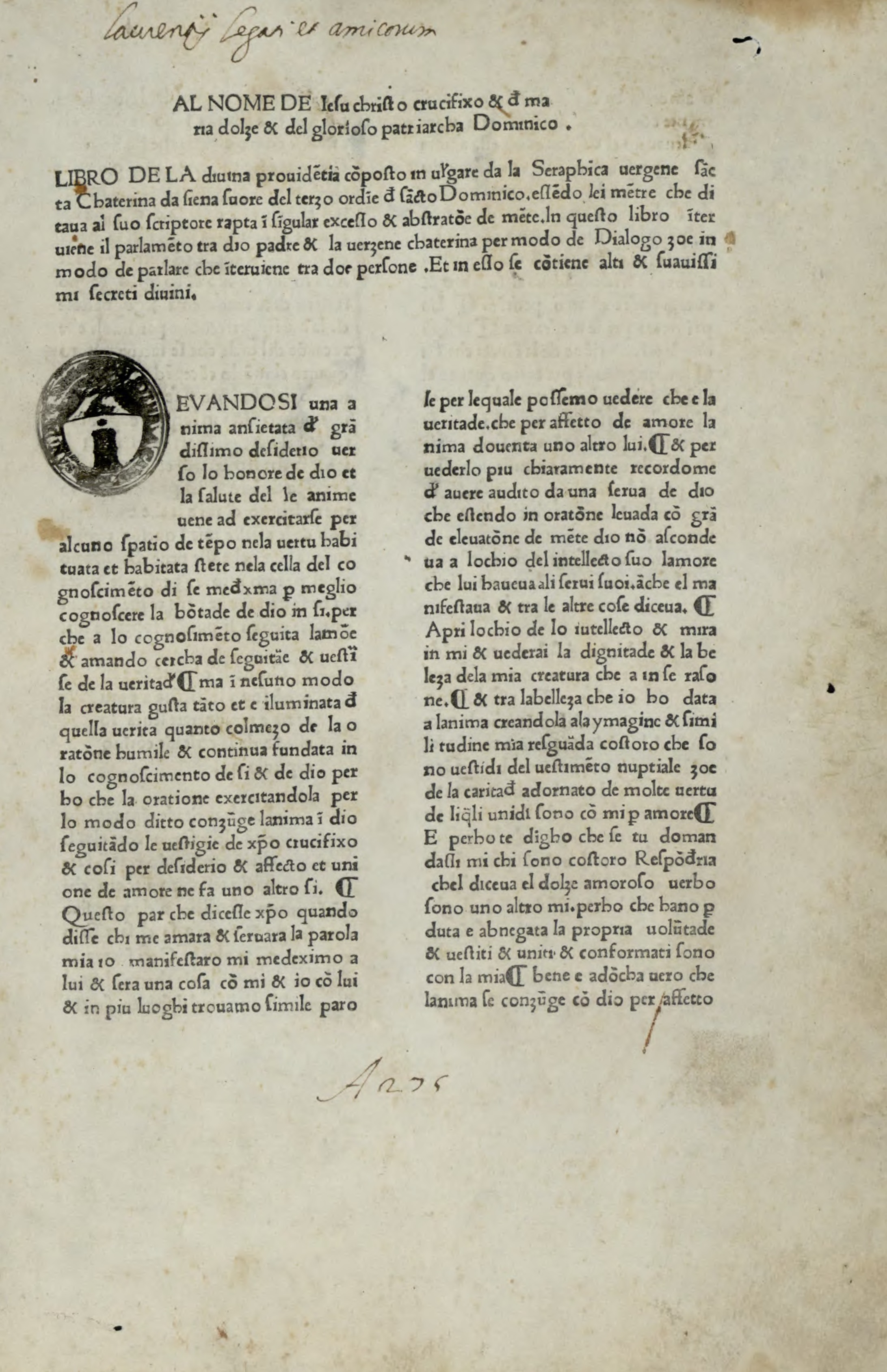
Libro della divina dottrina, ок. 1475

- «Книга божественной доктрины» — Диалоги о Провидении Божьем, или Книга божественного учения (1377-78[18]; итал. Dialogi de providentia Dei; Libro della Divina Dottrina), представляющая собой изложение бесед, которые святая вела с Богом в мистическом экстазе.
- «Молитвы» (итал. Orazioni), всего 26-27 молитв. Екатерина не диктовала их, но поскольку она часто их повторяла, ученики их вслед за ней записали. Большинство из них относится к римскому периоду 1378-80 гг.[19]
- Ещё одни «Диалоги» (лат. Dialogus brews Sanctae Catharinae Senensis, consummatam continent perfectionem) одно время приписывались Екатерине, но так как их не упоминают её современники, исследователи сочли это отождествление ошибкой или фальсификацией.

### Характеристика творчества
Исследователи итальянской литературы пишут, что в её прозе «отражается многогранность её личности и искренняя, непоколебимая вера в собственные идеалы. В её мировоззрении переплетаются мистицизм, стремление отдалиться от мира, чтобы жить в единении с Христом, и способности практического плана, которые помогают ей совершать конкретные и рациональные поступки. Особенно очевидны обе эти черты в „Письмах“, хотя и не всегда они гармонично сочетаются. Тем не менее, страстная тональность и мистический пыл обычно уравновешиваются стремлением к конкретному действию и достижению поставленной цели. Стиль Екатерины трудно назвать литературным, он строится на образах, заимствованных из библейских текстов либо из народной культуры».
В её наследии содержится проповедь мира и сотрудничества между христианскими народами, призыв к их объединению против иноверцев, а также проповедь крестового похода против неверных. Екатерина Сиенская критически относилась к богатству и мирским интересам церкви. Она противопоставляла формальным церковным правилам личное, внутреннее благочестие. Её умонастроения наглядно характеризует отрывок письма, адресованного жене знакомого портного:

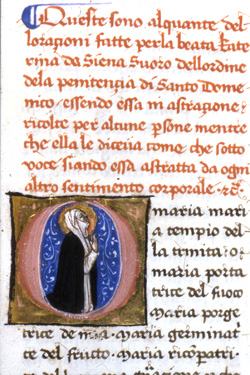
Страница иллюминированной рукописи «Молитв» Екатерины Сиенской с портретом создательницы, XV век

Если ты можешь находить время для молитвы, то я прошу тебя сделать это. Относись с любовью и милосердием ко всем разумным созданиям. Ещё я прошу тебя, не постись иначе как по дням, установленным святой церковью, и только если можешь делать это. Но если ты совсем не можешь поститься, оставь это… Когда пройдёт жаркое лето, ты можешь поститься также в дни, посвящённые Святой Деве, если только ты сможешь соблюдать их, но не чаще… Старайся взращивать в себе святые устремления, а о прочем не заботься.

Исследователи пишут о её сочинениях, что к концу XIV века она завершила дело превращения итальянского языка в литературный, начатое Данте в начале века, доказав, что народный язык — volgare, также может быть языком богословия и мистики.
Учёные пишут о свойственном ей особом типе мистицизма: «Екатерина Сиенская наилучшим образом представляет латинский тип мистицизма. Она твёрдо верила, что Бог открывался ей в видениях, и, по всей видимости, как раз пыталась использовать эти видения в достижении практических целей. Именно она бесстрашно отвергла грех клерикалов и во имя Бога смогла в 1376 году убедить Григория IX вернуться в Рим из Авиньона. Храбрость привела её к борьбе против греха даже в папстве».

#### Письма

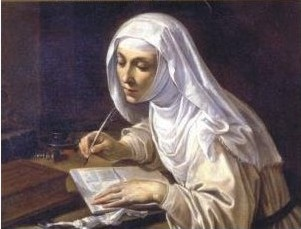
Рутилио Манетти. Святая Екатерина за работой

Знамениты её «Письма» (всего их 381), которые Екатерина с 1370 по 1380 годы посылала священникам, папам, королям и обычным верующим. Они написаны страстным элегическим языком, изобилуют яркими библейскими образами и колоритными словечками сиенской толпы. Все эти письма завершаются страстной формулой, ставшей знаменитой: «Иисус сладчайший, Иисус Любовь» и часто начинаются словами, напоминающими слова авторов библейских книг: «Я, Екатерина, служанка и раба рабов Иисуса, пишу вам в драгоценнейшей Крови Его…»
Из писем к папе Григорию IX:

«Я хочу, чтобы вы были таким добрым пастырем, что если бы у вас было сто тысяч жизней, вы были бы готовы отдать их все во славу Божью и ради спасения творений… Мужественно и как человек мужественный следуя за Христом, наместником Которого вы являетесь… Итак, смелее, отче, и отныне долой небрежение!» (77. 185).
«Говорю вам от имени Христа…, что в сад святой Церкви вы приносите зловонные цветы, полные нечистоты и алчности и раздутые гордыней, то есть злых пастырей и властителей, которые отравляют и растлевают этот сад… Я говорю вам, отче в Иисусе Христе, чтобы вы быстро пришли, как кроткий агнец. Ответьте на зов Святого Духа, к вам обращённый. Я говорю вам…, приходите, приходите и не ждите времени, потому что время не ждёт вас» (П. 206).

В её письмах бросается в глаза прежде всего частое и настойчивое повторение слов: «я хочу». Кроме того, она, как бы воплощая Церковь — Невесту и Мать, Екатерина настойчиво просит Первосвященника быть для неё «бесстрашным мужем».

#### «Диалоги»
Богословская «Книга божественной доктрины» («Диалоги о божественном провидении», 1378), была продиктовала ею ученикам, как считается, в состоянии мистического экстаза. Если точнее, она начала диктовать её ученикам в октябре 1377 года, вернувшись из Рима, куда переехал папа, и обосновавшись в Рокка д’Орчия в 20 милях от Сиены. По другим указаниям, к этому моменту она уже научилась писать, и создала книгу, в отличие от писем, собственноручно. Книга была закончена 9 октября 1378 года.

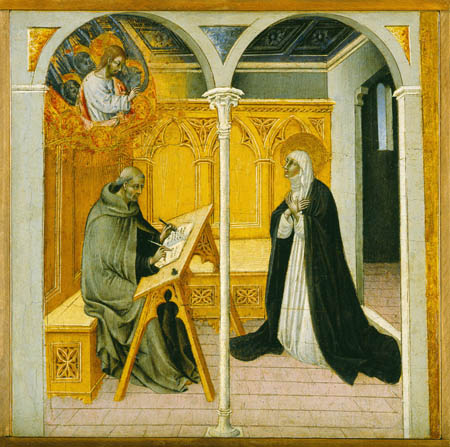
Джованни ди Паоло. Екатерина Сиенская, диктующая свои «Диалоги»

Это произведение по сравнению с письмами имеет более выдержанный литературный стиль. Как пишут исследователи: в сравнении со многими позднейшими мистиками она довольно сдержанна, даже схоластична, сочетая с этим энергичность и парадоксальность. Обычный для мистиков порыв к смирению она выразила словами, приписанными Богу: «Екатерина, Я есть Тот, Кто Есть; ты есть та, кого нет».
Она диктовала это произведение своим ученикам. Её ученик и биограф описывает это так:
«Святая раба Божья сделала чудесное дело, то есть написала Книгу величиной с миссал, и написала она её в состоянии экстаза, утратив все чувства, кроме способности говорить. Бог Отец говорил, а она отвечала и сама повторяла слово Бога Отца, сказанное ей, и то, что сама она говорила или спрашивала у Него… Она говорила, а кто-нибудь другой писал: когда мессер Бальдуччо, когда сказанный донно Стефано, когда Нери ди Ландуччо. Когда слышишь про это, это кажется невероятным, но тем, кто все это записывал и слышал, так не кажется, и я один из них».

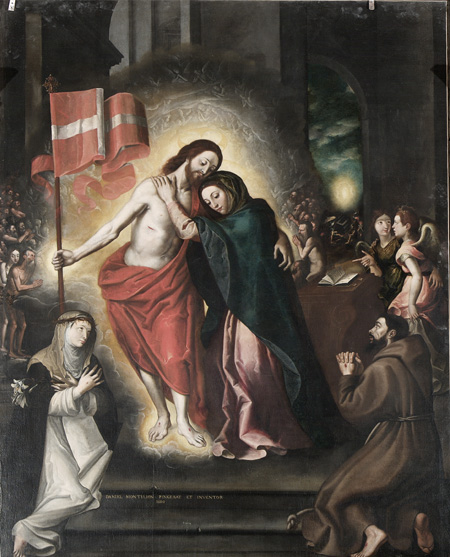
Даниэль Монтелеоне. Сошествие Господа в ад: святые Франциск Ассиский и Екатерина Сиенская размышляют о воскресшем Христе и явившейся девы Марии. Начало XVII века

Книга состоит из 167 глав, сгруппированных вокруг четырёх просьб, обращённых Екатериной к Небесному Отцу:
1. Первая просьба — «милосердие для Екатерины»: и Бог отвечает, помогая ей «познать себя и Его», то есть погружая её в свет, ослепляющий человека, наконец осознающего своё ничтожество перед «всем» — Богом, однако с бесконечным изумлением открывающего, что Бог извечно влюблён в это ничтожество.
2. Вторая просьба — «милосердие для мира».
3. Третья просьба — «милосердие для Святой Церкви». Екатерина молила, чтобы Отец «изгнал мрак и гонения» и дозволил ей нести груз любой несправедливости.
4. Четвёртая просьба — «Провидение для всех».

Бог-Отец подробно отвечает на каждую просьбу, разворачивая в своих ответах всё христианское учение в различных его богословских, нравственных и аскетических аспектах. Он даёт ей свои заветы:
Ты должна любить других той же чистой любовью, какой я люблю тебя. Но ты не можешь отплатить мне ею же, ибо я люблю тебя, не будучи любим тобою... ты не можешь отплатить мне. Но ты должна отдать эту любовь другим людям, и также любить их, не будучи любимой в ответ ими. Ты должна любить их,  не получая выгоды, ни духовной, ни материальной, но лишь ради славы и хвалы моего имени, ибо я тоже люблю их.
Большой фрагмент текста занимает образная метафора Христа как моста, связывающего землю и небеса, и пропасти для обычного человека под этим мостом, полной греха.

## Иконография

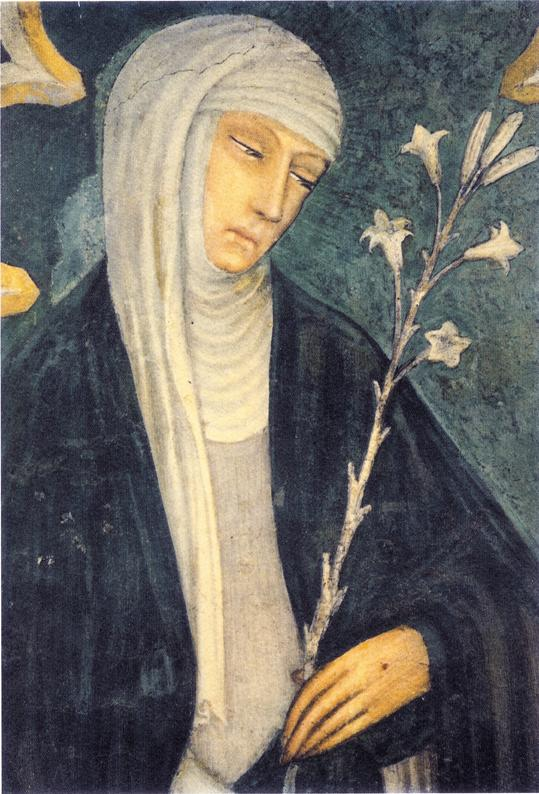
Андреа Ванни. Екатерина Сиенская

Единственным прижизненным изображением святой считается работа её соотечественника Андреа Ванни. Это фреска в капелле делле Вольте церкви Сан-Доменико в Сиене, впрочем, некоторыми учёными считается более поздним изображением. Большое количество изображений святой относится к проторенессансу; в период Возрождения интерес к ней затухает, чтобы вновь интенсивно вспыхнуть в эпоху барокко с активным упором на экстатическую составляющую её образа.
Существует ряд темперных досок Джованни ди Паоло, созданный к моменту её канонизации в 1461 году для госпиталя Санта-Мария делла Скала, и в настоящий момент разошедшихся по музеям всего мира; а также маньеристическую серия картин кисти Доменико Беккафуми. Два этих цикла являются наиболее разнообразными по сюжетике, охватывая различные эпизоды жития святой. Цикл фресок из жизни Екатерины написал также Содома на стенах капеллы её имени в сиенском соборе Сан-Доменико. Существуют также несколько произведений Тьеполо.
Распространёнными типами изображения святой являются:
- Мистическое обручение святой Екатерины (иногда двойное, вместе со святой Екатериной Александрийской)
- Стигматизация (Экстаз) Екатерины Сиенской (В 1471/72 году папа Сикст IV специальной буллой запретил писать её со стигматами по причине противостояния между францисканцами и доминиканцами насчёт правдивости её утверждения об их обретении. Папа Урбан VIII в 1630 году отменил этот запрет, указав впрочем, что стигматы не должны быть показаны кровоточащими[7]).
- Мадонна с предстоящей Екатериной Сиенской (чаще всего святую сопровождает святой Доминик)
- Также встречаются изображения Екатерины по типу Мадонна делла Мизерикордия, покрывающей своим монашеским плащом верующих.

## Конгрегации

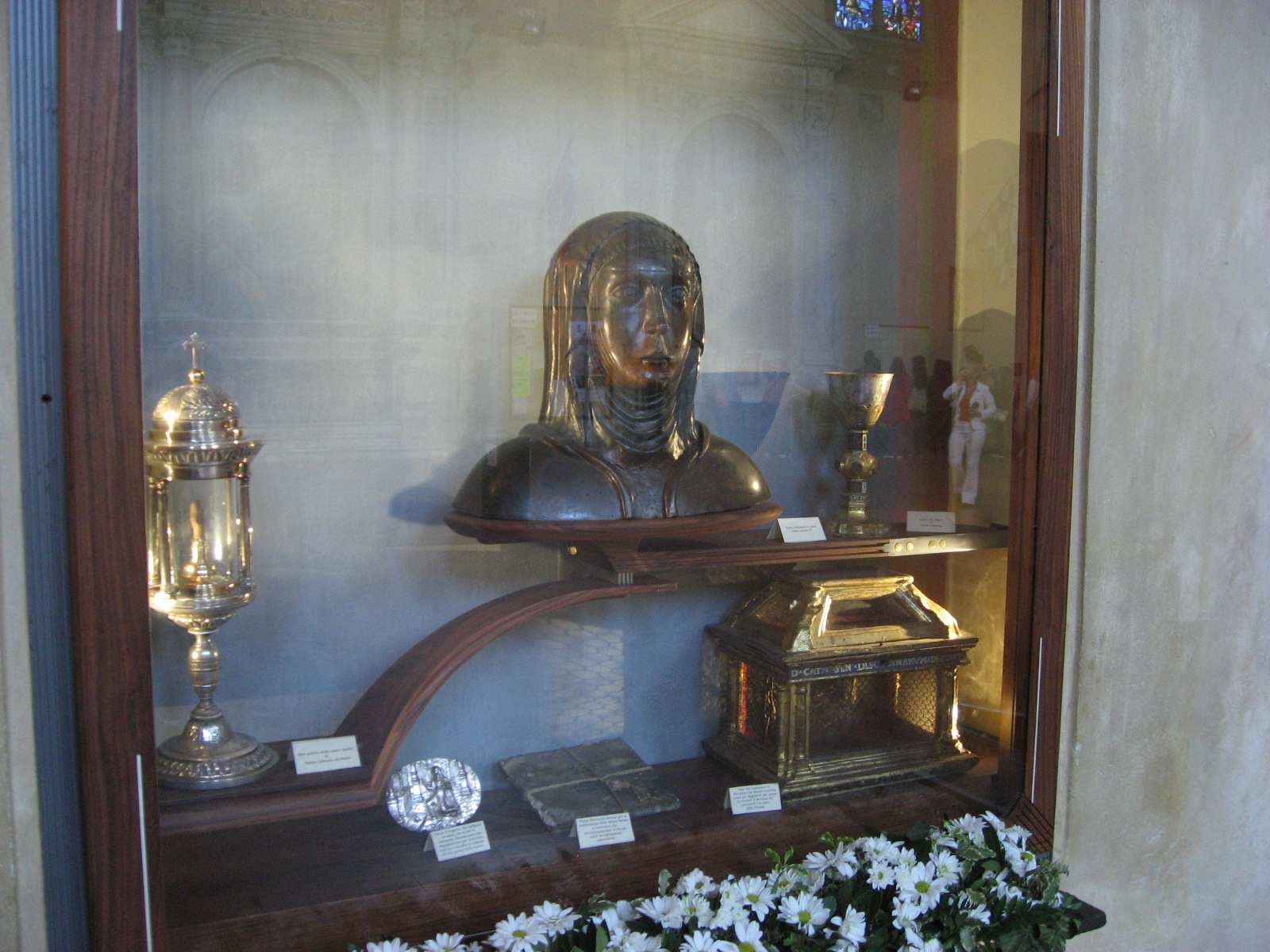
Реликварий в виде бюста Екатерины Сиенской и её личные вещи, Сан-Доменико, Сиена

После канонизации святой Екатерины Сиенской возникло большое число доминиканских конгрегаций и братств, посвящённых святой. «Братство святой Екатерины» возникло в Риме в 1580 году и было официально утверждено папой Григорием XIII. Это братство стало ядром Международного сообщества св. Екатерины, учреждённого в 1970 году. В честь Екатерины Сиенской также было названо множество женских монашеских конгрегаций, придерживающихся доминиканской духовности. Ныне они ведут свою работу во многих странах мира. В 1917 году А. И. Абрикосова основала в России доминиканскую общину терциариев в честь святой Екатерины Сиенской и сама приняла в её честь имя Екатерина. Впоследствии все члены этой общины были репрессированы.

## Источники

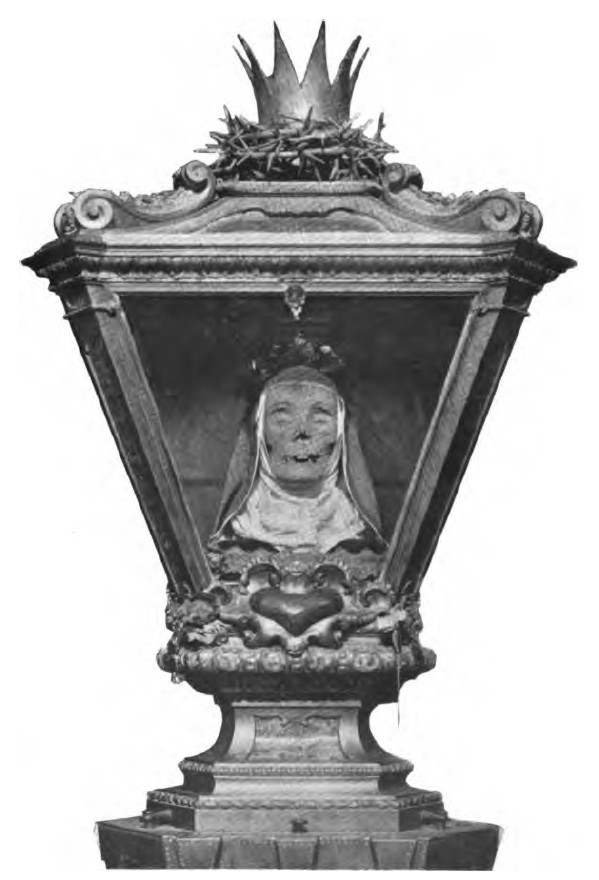
Череп св. Екатерины Сиенской в церкви Сан-Доменико, Сиена

## Историческое значение
Историки отмечают важное историческое значение Екатерины Сиенской в качестве свидетельства повышения общественной роли женщин в Европе периода позднего средневековья.

## В художественной литературе
- Модест Ильич Чайковский, историческая мистерия «Екатерина Сиенская»
- A. M. Allen. Catherine of Siena: a play, 1921
- Albert R Bandini. Catherine of Siena: A Play in Five Acts, 1932
- Louis De Wohl. Lay Siege to Heaven: A Novel about Saint Catherine of Siena, 1991
- Fritz von Unruh. The saint. 1950

упоминания:
- Джеймс Джойс, «Портрет художника в юности»: «Святая Екатерина Сиенская, которая однажды видела беса, пишет, что предпочла бы до конца своей жизни идти по раскаленным угольям, нежели взглянуть ещё один-единственный раз на это страшное чудовище».
- Томас Харрис, «Ганнибал»: «Он прекрасно помнил, как однажды забрёл случайно в боковую капеллу одной из церквей Сиены и неожиданно заглянул в лицо св. Екатерины Сиенской, чья мумифицированная голова в безупречно-белом апостольнике выглядывала из раки, выполненной в виде церкви. Увидеть своими глазами три миллиона американских долларов было для него точно таким же потрясением».